# Sebastião de Aparício
Sebastião de Aparício Prado (A Gudiña, 20 de janeiro de 1502 — Puebla, 25 de fevereiro de 1600) foi um religioso franciscano espanhol beatificado em 17 de maio de 1789 por seu trabalho missionário desenvolvido no México no início do século XVI. Foi um colono espanhol no México logo após sua conquista pela Espanha, que depois de uma vida como fazendeiro e construtor de estradas entrou na Ordem dos Frades Menores como irmão leigo. Ele passou os 26 anos seguintes de sua longa vida como um mendigo da Ordem e morreu com uma grande reputação de santidade. Ele foi beatificado pela Igreja Católica.